# Sigilo fiscal
O sigilo fiscal é a proteção às informações fiscais prestadas pelos contribuintes. Há cuidados que o fiscos devem tomar em relação as informações que possuem. É assegurado pelos direitos fundamentais protegidos constitucionalmente. Através da informação pode-se obter dados particulares sobre a vida e a intimidade das pessoas. O trabalho com informações é limitado pela proteção à vida privada do cidadão. Os fiscos, então, ficam impedidos de divulgar informações como, por exemplo, aquelas que se referem aos hábitos de consumo de uma determinada pessoa.
No Brasil, o sigilo fiscal está legalmente inserido na Lei 5.172, de 25 de outubro de 1966 - Código Tributário Nacional (CTN): 
"Art. 198. Sem prejuízo do disposto na legislação criminal, é vedada a divulgação, por parte da Fazenda Pública ou de seus servidores, de informação obtida em razão do ofício sobre a situação econômica ou financeira do sujeito passivo ou de terceiros e sobre a natureza e o estado de seus negócios ou atividades. (Redação dada pela Lcp nº 104, de 2001)
§ 1o Excetuam-se do disposto neste artigo, além dos casos previstos no art. 199, os seguintes:   (Redação dada pela Lcp nº 104, de 2001)
I – requisição de autoridade judiciária no interesse da justiça;  (Incluído pela Lcp nº 104, de 2001)
II – solicitações de autoridade administrativa no interesse da Administração Pública, desde que seja comprovada a instauração regular de processo administrativo, no órgão ou na entidade respectiva, com o objetivo de investigar o sujeito passivo a que se refere a informação, por prática de infração administrativa. (Incluído pela Lcp nº 104, de 2001)
§ 2o O intercâmbio de informação sigilosa, no âmbito da Administração Pública, será realizado mediante processo regularmente instaurado, e a entrega será feita pessoalmente à autoridade solicitante, mediante recibo, que formalize a transferência e assegure a preservação do sigilo. (Incluído pela Lcp nº 104, de 2001)
 § 3o Não é vedada a divulgação de informações relativas a: (Incluído pela Lcp nº 104, de 2001)
I – representações fiscais para fins penais; (Incluído pela Lcp nº 104, de 2001)
II – inscrições na Dívida Ativa da Fazenda Pública; (Incluído pela Lcp nº 104, de 2001)
III – parcelamento ou moratória. (Incluído pela Lcp nº 104, de 2001)
Um fisco de um ente da federação brasileira pode trocar informações com outros fiscos, com finalidades de fiscalização e controle. Entretanto, esses fiscos precisam ter acordos entre si para realizar esta troca de informações. O acordo deve fazer com que o fisco que receba a informação saiba do seu caráter confidencial e das penalidades no qual ele pode incorrer no caso de fazer mau uso dessas informações. O acordo de troca de informações não pode permitir que outras pessoas, além das pessoas autorizadas, possam ter acesso à informação.
Ainda de acordo com o CTN:
"Art. 199. A Fazenda Pública da União e as dos Estados, do Distrito Federal e dos Municípios prestar-se-ão mutuamente assistência para a fiscalização dos tributos respectivos e permuta de informações, na forma estabelecida, em caráter geral ou específico, por lei ou convênio.
Parágrafo único. A Fazenda Pública da União, na forma estabelecida em tratados, acordos ou convênios, poderá permutar informações com Estados estrangeiros no interesse da arrecadação e da fiscalização de tributos. (Incluído pela Lcp nº 104, de 2001)"
Também o sigilo fiscal é desdobramento da proteção à intimidade prevista no inciso X do art. 5º da Constituição de 1988. As informações fornecidas pelo contribuinte ao agente fiscal são de foro íntimo, visto compreenderem desde o cadastro pessoal até a mais detalhada descrição do patrimônio dos indivíduos. Imprescindível, pois, a observância de segredo sobre tais dados.
O sigilo fiscal tem a função de preservar os dados que os contribuintes entregam à autoridade tributária, porque os mesmos dizem respeito à sua situação econômica e financeira, bem como dos seus bens, negócios e atividades.
Mesmo as informações obtidas e eventualmente trocadas entre os órgãos responsáveis pela fiscalização ficam protegidas pelo sigilo fiscal, não podendo ser divulgadas a terceiros. A divulgação destes dados sigilosos constitui crime previsto no artigo 325 do Código Penal.
Em que pese as garantias propostas pela Constituição Federal (CF) em razão do instituto do sigilo fiscal, há que se considerar o imperativo da transparência das atuações dos fiscos e da conduta dos contribuintes, haja vista a carga tributária ser suportada por toda a sociedade. Assim, há que se discutir sobre a divulgação dos trabalhos efetuados pelos fiscos, onde se desvelem as ações e resultados das investigações sobre fraudes fiscais relevantes praticadas por contribuintes. Essa divulgação atende a importantes premissas impressas na carta magna, entre eles o princípio da justiça fiscal, da livre concorrência, da proteção às micros e pequenas empresas.
No que se refere ao princípio da justiça fiscal, as divulgações mostram à sociedade o que está sendo feito para que os grandes sonegadores ou devedores cumpram para com suas obrigações, haja vista sua inadimplência influir nas políticas tributárias e, em última análise, aumentar a carga tributária dos demais contribuintes.
A livre concorrência fica prejudicada quando grandes sonegadores ferem a concorrência através de preços baseados em redução indevida de tributos, ao invés da melhora da eficiência nas suas operações. No campo da proteção das micro e pequenas empresas a concorrência predatória baseada na inadimplência fiscal se faz ainda mais grave, chegando mesmo ao encerramento forçado de empresas.  
Dessa forma, o sigilo fiscal deve ser repensado de modo a equilibrar a garantia dos contribuintes quanto ao resguardo da situação econômica e financeira, bem como dos seus bens, negócios e atividades com a garantia a toda sociedade de, de forma transparente, conhecer as ações do fisco bem como o comportamento dos demais contribuintes em relação à solidariedade arrecadatória e divisão equitativa da carga tributária.
Talvez parte da resposta a isso seja a divulgação das autuações fiscais onde, de forma sumarizada, o fisco apresente os motivos e montantes envolvidos nas atuações e demais providências, tais como arrolamentos de bens, mediadas cautelares propostas, representações para fins fiscais. Tais informações não revelam seus segredos comerciais ao mesmo tempo que demonstra transparência à sociedade de quem está fazendo sua parte para com o Estado. Grosso modo, tal transparência leva à sensação de justiça fiscal e avalia a participação do fisco nesse processo.